# Jerk (đại lượng vật lý)
Trong vật lý, jerk (độ giật) là tốc độ mà gia tốc của một vật thể thay đổi theo thời gian. Nó là một đại lượng vectơ (có cả độ lớn và hướng). Jerk thường được biểu thị bằng ký hiệu {\displaystyle j} và được biểu thị bằng m/s3 (đơn vị SI) hoặc trọng lượng tiêu chuẩn trên giây (g/s).

## Biểu thức
Jerk có thể được biểu thị dưới dạng đạo hàm theo thời gian bậc nhất của gia tốc, đạo hàm theo thời gian bậc hai của vận tốc, và đạo hàm theo thời gian bậc ba của vị trí:
{\displaystyle {\vec {\jmath }}(t)={\frac {\mathrm {d} {\vec {a}}(t)}{\mathrm {d} t}}={\frac {\mathrm {d} ^{2}{\vec {v}}(t)}{\mathrm {d} t^{2}}}={\frac {\mathrm {d} ^{3}{\vec {r}}(t)}{\mathrm {d} t^{3}}},}
trong đó
{\displaystyle {\vec {a}}} là gia tốc
{\displaystyle {\vec {v}}} là vận tốc
{\displaystyle {\vec {r}}} là vị trí
{\displaystyle t} là thời gian
Phương trình vi phân bậc ba có dạng
{\displaystyle J\left({\overset {...}{x}},{\ddot {x}},{\dot {x}},x\right)=0}
đôi khi được gọi là phương trình jerk. Khi được chuyển đổi thành một hệ thống tương đương của ba phương trình vi phân phi tuyến tính bậc nhất thông thường, phương trình jerk là thiết lập tối thiểu cho các giải pháp thể hiện hành vi hỗn loạn.